# Hypogeophis rostratus
Hypogeophis rostratus är en groddjursart som först beskrevs av Cuvier 1829.  Hypogeophis rostratus ingår i släktet Hypogeophis och familjen Caeciliidae. IUCN kategoriserar arten globalt som livskraftig. Inga underarter finns listade i Catalogue of Life.